# بيل اس اتش-146 غريفون
بيل اس اتش-146 غريفون (بالإنجليزية: Bell CH-146 Griffon)‏ هي مروحية متعددة الأغراض أنتجت في 1992 بكندا. من صناعة بيل للمروحيات. كان أول طيران لها في 1992. دخلت الخدمة في 1995، صنع منها 100 طائرة.